# Savièse
Savièse (en alemán Safiesch) es una comuna suiza del cantón del Valais, situada en el distrito de Sion. Limita al norte con las comunas de Gsteig bei Gstaad (BE) y Lauenen (BE), al este con Ayent, Arbaz y Grimisuat, al sur con Sion, y al oeste con Conthey y Ormont-Dessus (VD).